# Jerzy Kuliński (urzędnik państwowy)
Jerzy Kuliński (ur. 3 maja 1971 w Bychawie) – polski menedżer, ekonomista i urzędnik państwowy, doktor nauk społecznych, w 2015 Główny Inspektor Ochrony Środowiska.

## Życiorys
W 1996 ukończył studia ekonomiczne na Uniwersytecie Marii Curie-Skłodowskiej. Kształcił się podyplomowo w zakresie na bankowości na Uniwersytecie Gdańskim (1997) oraz ochrony środowiska Uniwersytecie Przyrodniczym w Lublinie (2008), zdobył też certyfikat PRINCE2. W 2015 obronił na Wydziale Politologii UMCS doktorat nauk społecznych pt. Wojewódzki Fundusz Ochrony Środowiska i Gospodarki Wodnej w Lublinie jako podmiot polityki ekologicznej Polski. Od lat 90. pracował jako kierownik oddziałów banków, m.in. PKO BP, Pekao oraz Banku Inicjatyw Społeczno-Ekonomicznych), następnie jako menedżer w prywatnych przedsiębiorstwach. Od 2007 do 2015 był zastępcą dyrektora ds. finansowych i absorpcji środków unijnych w Wojewódzkim Funduszu Ochrony Środowiska i Gospodarki Wodnej w Lublinie.
1 lutego 2015 powołany na stanowisko Głównego Inspektora Ochrony Środowiska. Zakończył pełnienie funkcji 18 listopada 2015 po zmianie rządu. Pracował następnie jako dyrektor Departamentu Zdrowia i Polityki Społecznej w Urzędzie Marszałkowskim Województwa Lubelskiego oraz jako dyrektor Centrum Onkologii Ziemi Lubelskiej. W 2020 został zastępcą dyrektora ds. administracyjno-ekonomicznych szpitala w Sandomierzu.